# Ha Ha Clinton-Dix
HaSean Treshon "Ha Ha" Clinton-Dix (nascido em 21 de dezembro de 1992) é um jogador de futebol americano que joga de safety na National Football League (NFL).
Ele jogou futebol americano universitário na Universidade do Alabama. Clinton-Dix foi selecionado pelos Packers na primeira rodada do Draft de 2014 da NFL. Ele foi indicado na posição #100 da lista dos 100 melhores jogadores da NFL na temporada 2018-2019.

## Primeiros anos
Um nativo de Eatonville, Flórida, Clinton-Dix foi apelidado de "Ha Ha" quando era bebê por sua avó em resposta a seu nome "Ha'Sean" ser muitas vezes pronunciado "Shaun" em vez do pretendido "seen". Ele prefere "Ha Ha" e afirmou que tanto ele quanto seus treinadores amam o apelido. Em uma entrevista, ele explicou que o apelido é na verdade "HaHa" (sem espaço).
Clinton-Dix passou seu primeiro e segundo ano na Edgewater High School, onde jogou como running back. Antes de seu terceiro ano, Clinton-Dix se transferiu para a Dr. Phillips High School.
Além do futebol, ele praticou basquete e atletismo, participando do revezamento 4×100 e 4×400 m na Edgewater.
No futebol americano, ele foi um defensive back All-American e Punt returner no Dr. Phillips. Nomeado um recruta de cinco estrelas pela Rivals.com, Clinton-Dix foi classificado como o safety de número 1 em sua classe e sexto no ranking geral. 
Durante última temporada, Clinton-Dix, levou Dr. Phillips a um recorde de temporada de 14-1. Eles perderam para o futuro running back da NFL, Devonta Freeman, e o Miami Central na final do campeonato da Florida State 6A, terminando a temporada classificada como número 21 nacionalmente pela Rivals.com.
| Nome | Cidade natal                                                                | Médio / superior | Altura | Peso  | 40‡  | Data de submissão   |
| --- | --------------------------------------------------------------------------- | ---------------- | ------ | ----- | ---- | ------------------- |
| Ha Ha Clinton-Dix Safety | Orlando, Flórida                                                            | Dr. Phillips     | 1.88 m | 86 kg | 4.50 | 17 de abril de 2010 |
| Ha Ha Clinton-Dix Safety | Recrutamento de classificação por estrelas: Scout: Rivais: 247Sports: ESPN: |                  |        |       |      |                     |
| Classificações: Scout: 1 (S) Rivais: 1 (S) 247Sports: 2 (S) ESPN: 2 (S) |                                                                             |                  |        |       |      |                     |
| - Nota: Em muitos casos, Scout, Rivais, 247Sports, e a ESPN pode entrar em conflito em suas listagens de altura e peso. - Nestes casos, a média foi tirada. ESPN notas são em uma escala de 100 pontos. Fontes: |                                                                             |                  |        |       |      |                     |

## Carreira na Faculdade
Clinton-Dix foi um dos sete calouros que tiveram tempo de jogo em 2011 no time de futebol americano Alabama Crimson Tide football. O Alabama venceu o campeonato nacional de 2011 ao vencer LSU por 21-0. Em 2012, ele liderou a equipe com cinco interceptações e sete tackles contra Notre Dame na final do campeonato de 2012. O Alabama venceu novamente o Campeonato Nacional da BCS ao vencer Notre Dame por 42-14.
Em 3 de outubro de 2013, Alabama anunciou que Clinton-Dix havia sido suspenso indefinidamente devido a violações não especificadas das regras da equipe. Ele foi reintegrado depois de dois jogos de suspensão. Ele foi uma seleção consensual para a equipe All-America de 2013.
Em 2 de dezembro de 2013, Clinton-Dix foi submetido a uma cirurgia artroscópica para reparar um menisco no joelho. Ele terminou seu primeiro ano com 51 tackles e 2 interceptações. No terceiro ano, Clinton-Dix foi uma seleção de Primeira Equipe da All-Southeastern Conference (SEC).
Após a temporada, ele decidiu abandonar seu último ano e entrar no Draft de 2014.
Clinton-Dix retornou à universidade em 2017 para completar sua graduação, estagiando no Tribunal de Wisconsin e no Departamento de Polícia de Green Bay. Ele se formou em 2018 com um diploma de bacharel em justiça criminal.

### Estatísticas
| Ano  | Escola  | Jogos | Tackles | Tackles | Tackles | Tackles         | Defesa de Passe | Defesa de Passe | Defesa de Passe | Defesa de Passe |
| Ano  | Escola  | Jogos | Solo    | Ast     | Total   | Perda de jardas | Int–Jardas      | BU              | PD              | QBH             |
| ---- | ------- | ----- | ------- | ------- | ------- | --------------- | --------------- | --------------- | --------------- | --------------- |
| 2011 | Alabama | 13    | 5       | 6       | 11      | 0.0–0           | 0-0             | 2               | 2               | 0               |
| 2012 | Alabama | 14    | 23      | 14      | 37      | 0.5–1           | 5-91            | 4               | 9               | 0               |
| 2013 | Alabama | 11    | 30      | 21      | 51      | 3.5–7           | 2-24            | 4               | 4               | 0               |

## Carreira Profissional
Antes do Draft de 2014, ele foi classificado como um dos principais safetys pelo analista da NFL Media, Mike Mayock.
| Altura                                       | Peso  | Comprimento do braço | Tamanho da mão | Corrida de 40 jardas | Corrida de 10 jardas | Corrida de 20 jardas | 20-ss  | 3-cone | Salto Vertical | Amplo  | BP            | Wonderlic |
| -------------------------------------------- | ----- | -------------------- | -------------- | -------------------- | -------------------- | -------------------- | ------ | ------ | -------------- | ------ | ------------- | --------- |
| 1.85 m                                       | 94 kg | 0,82 m               | 0,23 m         | 4.50 s               | 1.57 s               | 2,54 s               | 4.16 s | 7.16 s | 0.84 m         | 3.02 m | 11 repetições | 15        |
| Todos os valores são a partir de NFL Combine |       |                      |                |                      |                      |                      |        |        |                |        |               |           |

O Green Bay Packers selecionou Clinton-Dix na primeira rodada (21º escolha geral) no Draft de 2014. Ele foi o segundo safety selecionado em 2013, atrás do Calvin Pryor de Louisville (18º escolha geral).
Em 29 de maio de 2014, o Green Bay Packers assinou com Clinton-Dix um contrato no valor de US $ 8,33 milhões por quatro anos que incluiu US $ 7,55 milhões garantidos e um bônus de assinatura de US $ 4,38 milhões.

### Green Bay Packers

#### Temporada de 2014

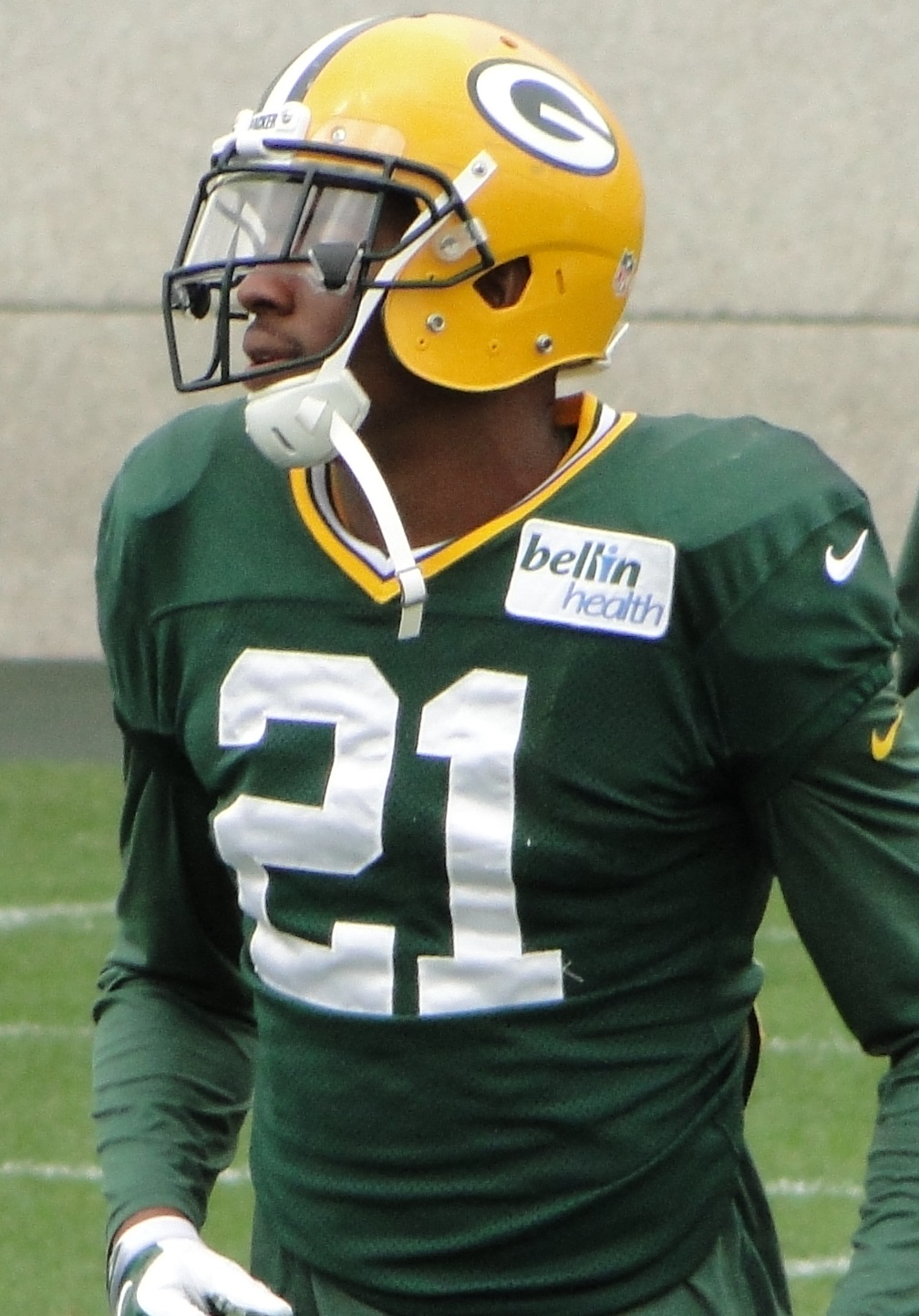
Clinton-Dix em 2014

Clinton-Dix teve seu primeiro sack contra Russell Wilson do Seattle Seahawks na semana 1. Na semana 3 contra o Detroit Lions, ele conseguiu sua primeira interceptação da NFL.
Clinton-Dix terminou sua primeira temporada com 94 tackles. Na final da NFC contra o Seattle Seahawks, Clinton-Dix interceptou Wilson duas vezes, mas os Packers perderam na prorrogação por 22-28.

#### Temporada de 2015
Em 2015, Clinton-Dix liderou a equipe em tackles com 100.
Na semana 6 contra o San Diego Chargers, ele teve seu primeiro fumble forçado no running back Melvin Gordon. Na semana 9 contra Carolina Panthers, Clinton-Dix entrou em uma briga envolvendo Julius Peppers e B. J. Raji e os Packers perderam por 29-37. Em 15 de novembro de 2015, Clinton-Dix interceptou o quarterback Matthew Stafford e liderou a equipe com 11 tackles, mas os Packers perdeu por 16-18, o que marcou sua primeira derrota para o Lions em casa desde 1991.
No jogo dos playoffs contra o Arizona Cardinals, ele interceptou Carson Palmer, quarterback do Cardinals, mas os Packers perderam na prorrogação por 20-26.

#### Temporada de 2016
Clinton-Dix ganhou o Jogador Defensivo da Semana da NFC na semana 15, tendo cinco tackles e duas interceptações sobre Matt Barkley em uma vitória por 30-27 sobre os Bears.
Ele foi nomeado para seu primeiro Pro Bowl em substituição a Harrison Smith. Ele também foi nomeado para o primeiro Time da NFL AP All-Pro pela primeira vez em sua carreira. Ele foi classificado em 77º por seus companheiros no NFL Top 100 Players de 2017.

#### Temporada de 2017
Em 1º de maio de 2017, o Green Bay Packers exerceu uma opção de quinto ano no contrato de Clinton-Dix no valor de 5,59 milhões. O treinador Mike McCarthy anunciou que Clinton-Dix e Morgan Burnett eram os safetys titulares.
Em 28 de setembro de 2017, ele teve oito tackles solo, um desvio de passe e fez uma interceptação durante uma vitória de 35-14 contra o Chicago Bears na semana 4. Na semana 13, ele teve nove tackles de combinados durante a vitória por 26-20 contra o Tampa Bay Buccaneers.
Ele foi titular em todos os 16 jogos em 2017 e registrou 79 tackles combinados (65 solo), seis passes desviados e três interceptações. Clinton-Dix recebeu uma nota geral de 79,1 da Pro Football Focus, que o classificou como o melhor safetys de 2017.

#### Temporada de 2018
Em 1º de janeiro de 2018, os Packers anunciaram sua decisão de demitir o coordenador defensivo Dom Capers. O treinador Mike McCarthy anunciou que Clinton-Dix seria o safety titular no início da temporada.
Em 30 de setembro de 2018, Clinton-Dix registrou três tackles solos, desviou um passe e interceptou um passe do quarterback dos Bills, Josh Allen, durante uma vitória de 22-0 contra o Buffalo Bills na semana 4. Foi seu terceiro jogo consecutivo com uma interceptação.

### Washington Redskins

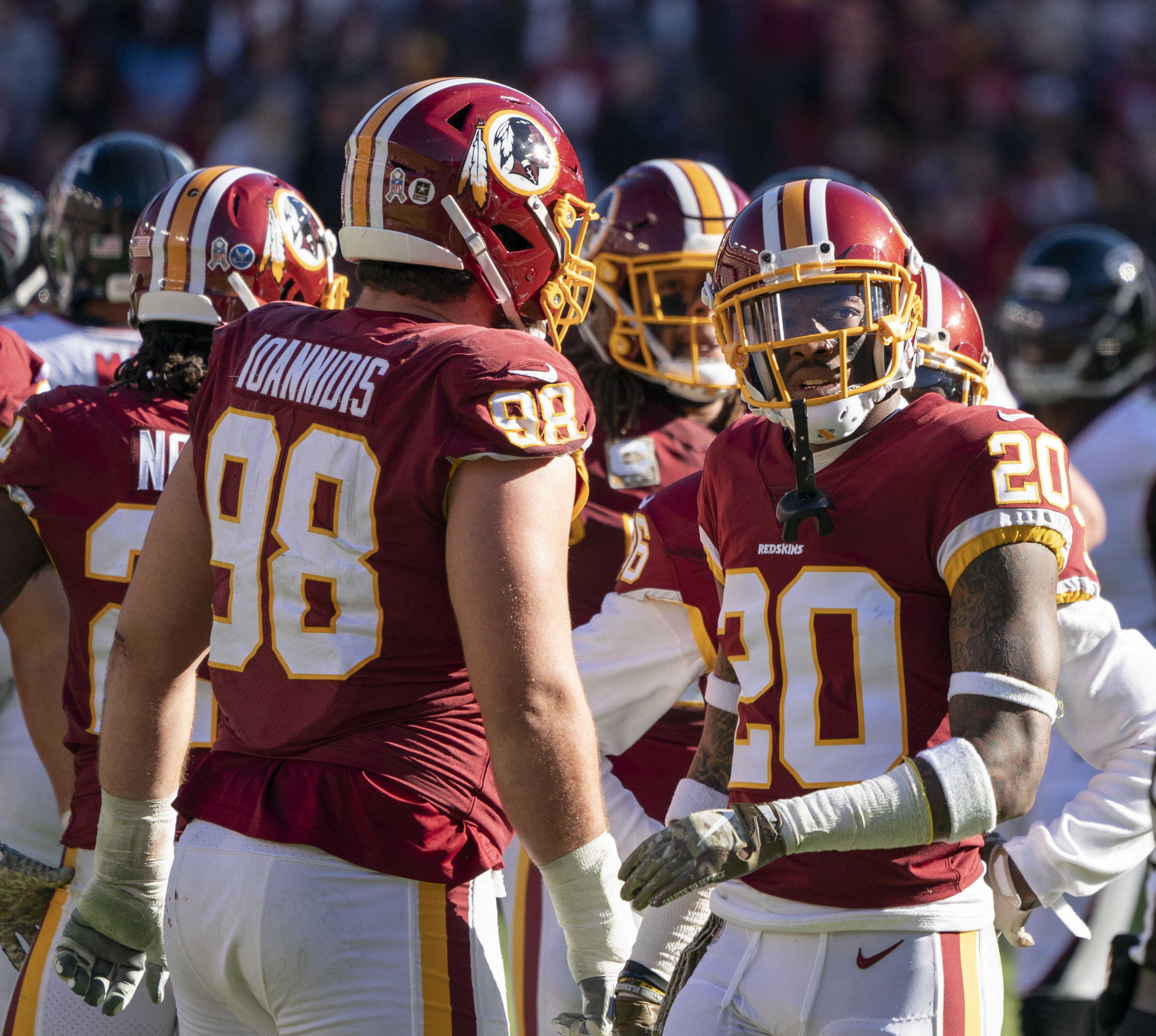
Clinton-Dix e Matt Ioannidis em um jogo contra o Atlanta Falcons em 2018.

#### Temporada de 2018
Em 30 de outubro de 2018, Clinton-Dix foi negociado com o Washington Redskins em troca de uma escolha na quarta rodada do Draft da NFL de 2019.

## Estatísticas da NFL

#### Temporada Regular
| Ano            | Time  | Jogos | Tackles | Tackles | Tackles | Tackles | Tackles | Interceptação | Interceptação | Interceptação | Interceptação | Interceptação | Fumbles | Fumbles | Fumbles | Fumbles | Fumbles |
| Ano            | Time  | Jogos | Comb    | Solo    | Ast     | Sack    | Safety  | PD            | Int           | Yds           | Lng           | TDs           | FF      | FR      | Yds     | TD      |         |
| -------------- | ----- | ----- | ------- | ------- | ------- | ------- | ------- | ------------- | ------------- | ------------- | ------------- | ------------- | ------- | ------- | ------- | ------- | ------- |
| 2014           | GB    | 16    | 92      | 65      | 27      | 1.0     | 0       | 6             | 1             | 9             | 9             | 0             | 0       | 1       | 0       | 0       |         |
| 2015           | GB    | 16    | 100     | 83      | 17      | 3.0     | 0       | 3             | 2             | 2             | 2             | 0             | 1       | 0       | 0       | 0       |         |
| 2016           | GB    | 16    | 80      | 62      | 18      | .5      | 0       | 7             | 5             | 75            | 27            | 0             | 1       | 0       | 0       | 0       |         |
| 2017           | GB    | 16    | 79      | 65      | 14      | 0.0     | 0       | 6             | 3             | 5             | 3             | 0             | 0       | 0       | 0       | 0       |         |
| Total          | Total | 64    | 351     | 275     | 65      | 4.5     | 0       | 22            | 11            | 91            | 27            | 0             | 2       | 1       | 0       | 0       |         |
| Fonte: NFL.com |       |       |         |         |         |         |         |               |               |               |               |               |         |         |         |         |         |

#### Pós-Temporada
| Ano                               | Equipa | GP | GS | Tackles | Tackles | Tackles | Tackles | Tackles | Interceptações | Interceptações | Interceptações | Interceptações | Interceptações | Fumbles | Fumbles | Fumbles | Fumbles | Fumbles |
| Ano                               | Equipa | GP | GS | Comb    | Solo    | Ast     | Sack    | Safety  | PD             | Int            | Yds            | Lng            | TDs            | FF      | FR      | Yds     | TD      |         |
| --------------------------------- | ------ | -- | -- | ------- | ------- | ------- | ------- | ------- | -------------- | -------------- | -------------- | -------------- | -------------- | ------- | ------- | ------- | ------- | ------- |
| 2014                              | GB     | 2  | 2  | 11      | 8       | 3       | 0.0     | 0       | 3              | 2              | 53             | 27             | 0              | 0       | 0       | 0       | 0       |         |
| 2015                              | GB     | 2  | 2  | 8       | 5       | 3       | 0.0     | 0       | 4              | 1              | 0              | 0              | 0              | 0       | 0       | 0       | 0       |         |
| 2016                              | GB     | 3  | 3  | 11      | 11      | 0       | 0.0     | 0       | 4              | 0              | 0              | 0              | 0              | 0       | 0       | 0       | 0       |         |
| Total                             | Total  | 7  | 7  | 30      | 24      | 6       | 0.0     | 0       | 11             | 3              | 53             | 27             | 0              | 0       | 0       | 0       | 0       |         |
| Fonte: pro-football-reference.com |        |    |    |         |         |         |         |         |                |                |                |                |                |         |         |         |         |         |